# Redmi Note 9
Redmi Note 9 — смартфон суббренда Xiaomi Redmi, що належить до серії Redmi Note. Був представлений 30 квітня 2020 року разом з Redmi Note 9 Pro. В Китаї смартфон був представлений як Redmi 10X 4G, який відрізняється відсутністю модуля NFC та більшою кількістю оперативної пам'яті. Був представлений 26 травня 2020 року разом з Redmi 10X 5G та Redmi 10X Pro 5G.
19 травня 2020 року пройшла презентація Redmi Note 9 в Україні.

## Дизайн

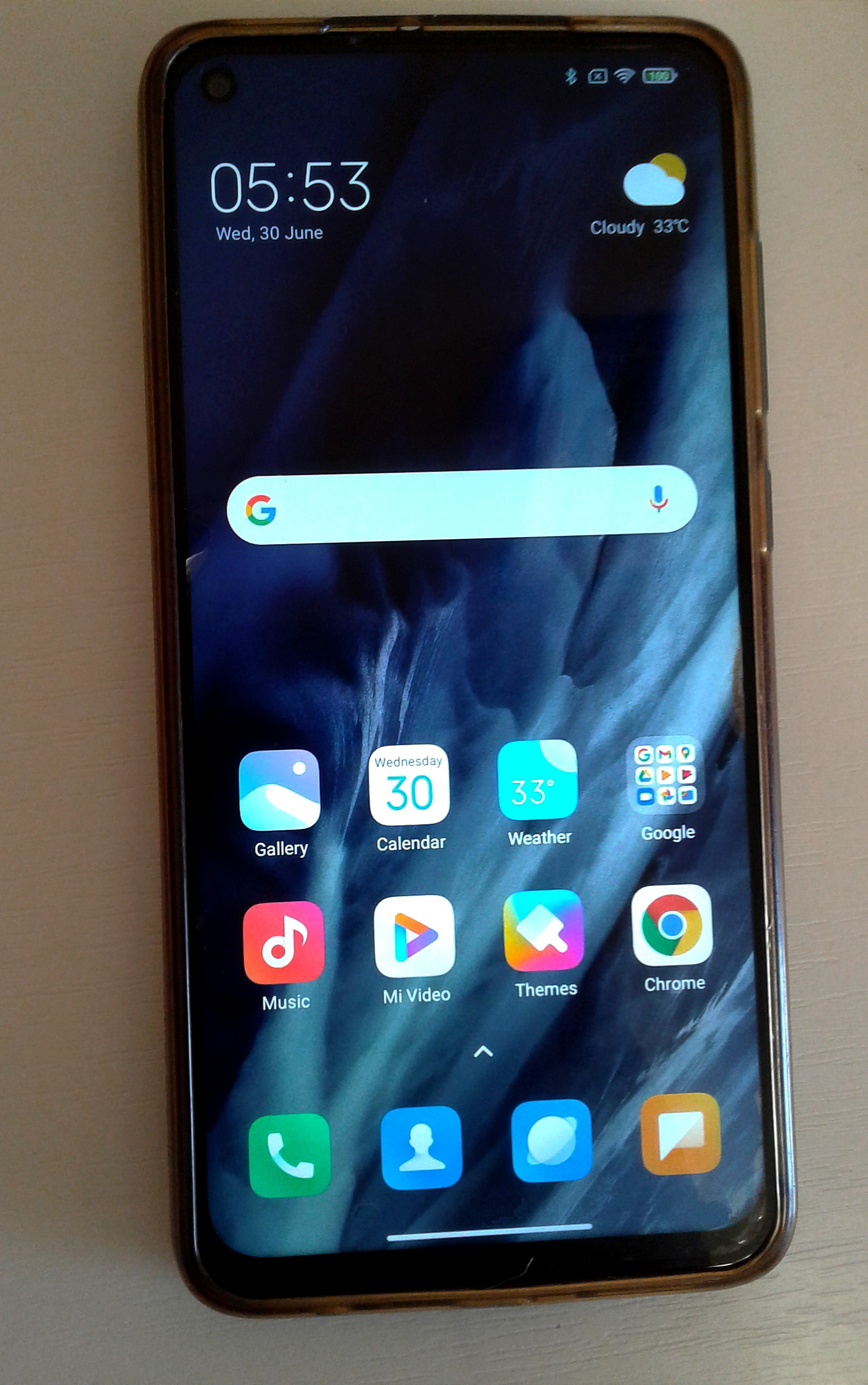
Робочий стіл з MIUI 11

Екран виконаний зі скла Corning Gorilla Glass 5 та з заводу покритий зверху плівкою. Корпус виконаний з глянцевого пластику. Блок камер складається з ширококутного, надширококутного, макромодулів та сенсора глибини. Обвідка двох перших камер переливається під світлом.
За дизайном Redmi Note 9 відрізняється від Redmi Note 9 Pro розташуванням сканера відбитків пальців ззаду під блоком камер, коли в Pro-моделі він вбудований в кнопку блокування, а під блоком камер — ліхтарик, а в Redmi 10X 5G взагалі 3 камери, тобто макрокамера знаходиться на місці глибинної камери, як у Redmi Note 9, а біля неї знаходиться ліхтарик.
Знизу знаходяться роз'єм USB-C, динамік, мікрофон та 3.5 мм аудіороз'єм. Зверху розташовані другий мікрофон та ІЧ-порт. З лівого боку смартфона розташований слот під 2 SIM-карти і карту пам'яті формату microSD до 512 ГБ. З правого боку знаходяться кнопки регулювання гучності та кнопка блокування.
В Україні Redmi Note 9 продавався в 3 кольорах: Midnight Grey (сіро-синій), Forest Green (зелений) та Polar White (білий). Також 11 серпня 2020 року Xiaomi анонсували новий варіант кольору під назвою Onyx Black (чорний).

## Технічні характеристики

### Платформа
Смартфон отримав процесор MediaTek Helio G85 та графічний процесор Mali-G52 MC2.

### Батарея
Смартфон отримав батарею об'ємом 5020 мА·год та підтримку швидкої 18-ватної зарядки.

### Камера
Пристрій отримав основну квадрокамеру 48 Мп, f/1.8 (ширококутний) з фазовим автофокусом + 8 Мп, f/2.2 (надширококутний) + 2 Мп, f/2.4 (макро) + 2 Мп, f/2.4 (сенсор глибини). Фронтальна камера отримала роздільність 13 Мп та діафрагму f/2.3. Основна та фронтальна камери вміють записувати відео в роздільній здатсності 1080p@30fps.

### Екран
Екран IPS, 6.53", FullHD+ (2340 × 1080), зі співвідношенням сторін 19.5:9 та круглим вирізом під камерою, що знаходиться зверху в лівому кутку.

### Пам'ять
Redmi Note 9 продавався в комплектаціях 3/64 та 4/128 ГБ, Redmi 10X 4G — 4/128 та 6/128 ГБ.

### Програмне забезпечення
Смартфон був випущений на MIUI 11 на базі Android 10 і пізніше був оновлений до MIUI 13 на базі Android 12.

## Ціна
Початкова ціна комплектації 3/64 ГБ була 5199 грн., але під час Online-розпродажу 4 червня його можна було купити за 4799 грн. Початкова ціна комплектації 4/128 ГБ була 5699 грн., але під час Online-розпродажу його можна було купити за 5299 грн.
Станом на 25 січня 2022 року смартфон коштує 3999 грн. за версію на 3/64 ГБ та 4799 грн. за версію на 4/128 ГБ.

## Галерея

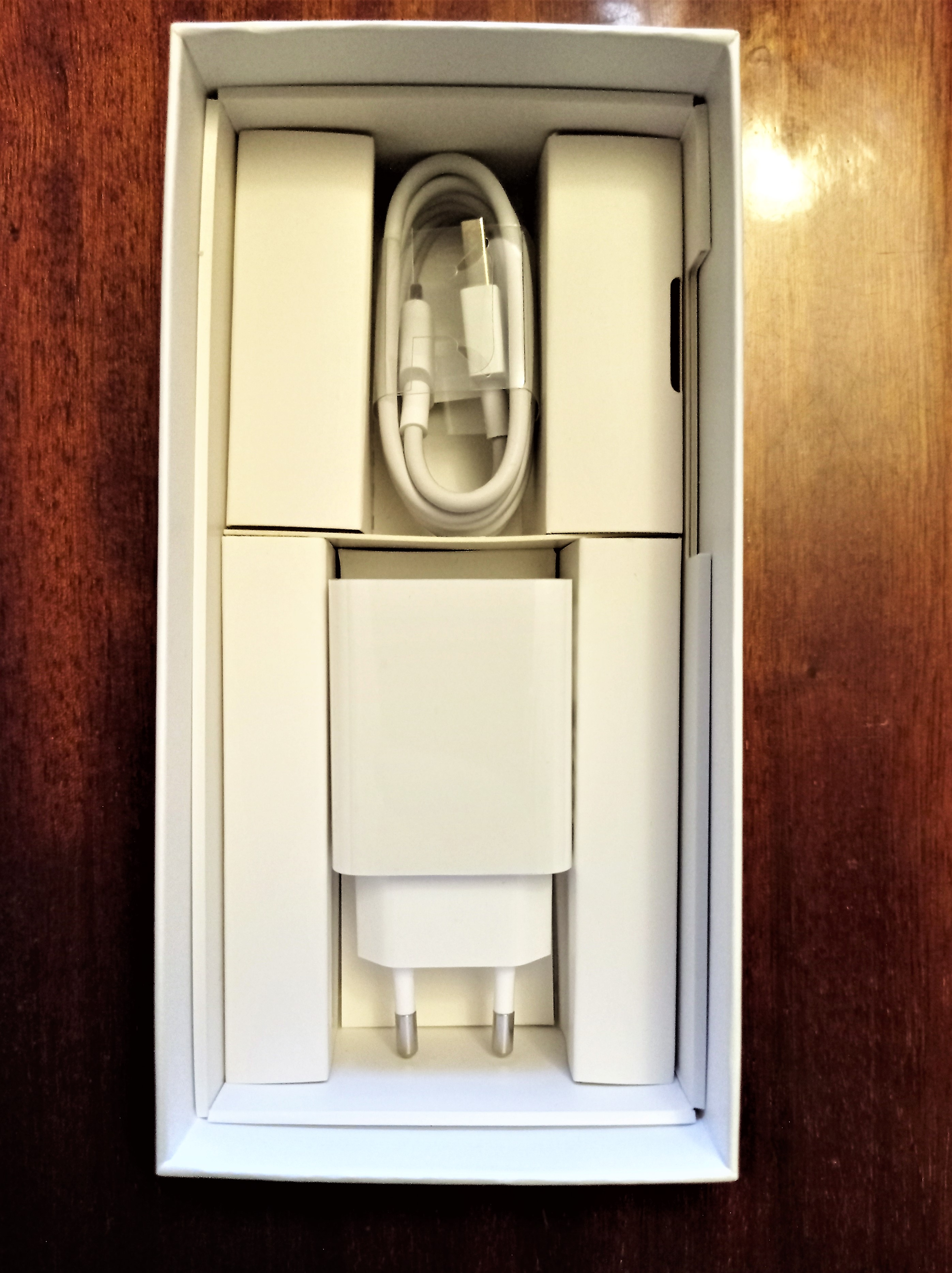
Коробка із зарядним пристроєм
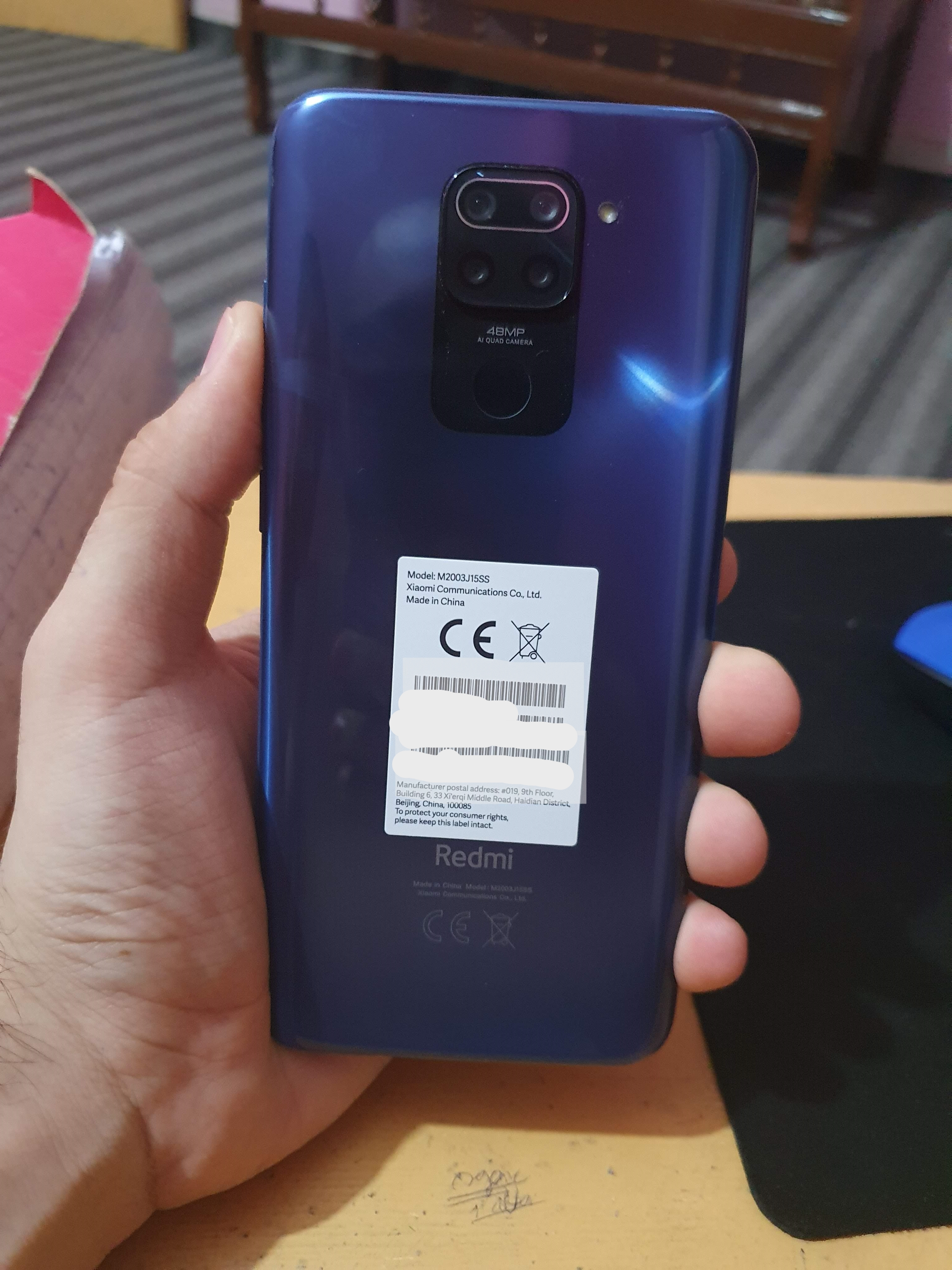
Redmi Note 9 у кольорі Midnight Grey